# Ricardo Ott
Pour les articles homonymes, voir Ott.
Ricardo Ott est un arachnologiste brésilien.
Diplômé le l'université pontificale catholique du Rio Grande do Sul, il travaille au musée de sciences naturelles de la fundação Zoobotânica do Rio Grande do Sul.
C'est un spécialiste de l'arachnofaune néotropicale.

## Taxons nommés en son honneur
- Xenonemesia otti Indicatti, Lucas & Brescovit, 2007
- Labicymbium otti Rodrigues, 2008
- Pescennina otti Platnick & Dupérré, 2011

## Quelques taxons décrits
- Acanthogonatus ericae Indicatti, Lucas, Ott & Brescovit, 2008
- Arauchemus Ott & Brescovit, 2012
- Arauchemus graudo Ott & Brescovit, 2012
- Arauchemus miudo Ott & Brescovit, 2012
- Brignolia ankhu Platnick, Dupérré, Ott & Kranz-Baltensperger, 2011
- Brignolia assam Platnick, Dupérré, Ott & Kranz-Baltensperger, 2011
- Brignolia bengal Platnick, Dupérré, Ott & Kranz-Baltensperger, 2011
- Brignolia cardamom Platnick, Dupérré, Ott & Kranz-Baltensperger, 2011
- Brignolia chumphae Platnick, Dupérré, Ott & Kranz-Baltensperger, 2011
- Brignolia cobre Platnick, Dupérré, Ott & Kranz-Baltensperger, 2011
- Brignolia dasysterna Platnick, Dupérré, Ott & Kranz-Baltensperger, 2011
- Brignolia diablo Platnick, Dupérré, Ott & Kranz-Baltensperger, 2011
- Brignolia elongata Platnick, Dupérré, Ott & Kranz-Baltensperger, 2011
- Brignolia gading Platnick, Dupérré, Ott & Kranz-Baltensperger, 2011
- Brignolia jog Platnick, Dupérré, Ott & Kranz-Baltensperger, 2011
- Brignolia kaikatty Platnick, Dupérré, Ott & Kranz-Baltensperger, 2011
- Brignolia kapit Platnick, Dupérré, Ott & Kranz-Baltensperger, 2011
- Brignolia karnataka Platnick, Dupérré, Ott & Kranz-Baltensperger, 2011
- Brignolia kodaik Platnick, Dupérré, Ott & Kranz-Baltensperger, 2011
- Brignolia kumily Platnick, Dupérré, Ott & Kranz-Baltensperger, 2011
- Brignolia mapha Platnick, Dupérré, Ott & Kranz-Baltensperger, 2011
- Brignolia nilgiri Platnick, Dupérré, Ott & Kranz-Baltensperger, 2011
- Brignolia palawan Platnick, Dupérré, Ott & Kranz-Baltensperger, 2011
- Brignolia ratnapura Platnick, Dupérré, Ott & Kranz-Baltensperger, 2011
- Brignolia rothorum Platnick, Dupérré, Ott & Kranz-Baltensperger, 2011
- Brignolia schwendingeri Platnick, Dupérré, Ott & Kranz-Baltensperger, 2011
- Brignolia sinharaja Platnick, Dupérré, Ott & Kranz-Baltensperger, 2011
- Brignolia sukna Platnick, Dupérré, Ott & Kranz-Baltensperger, 2011
- Brignolia suthep Platnick, Dupérré, Ott & Kranz-Baltensperger, 2011
- Brignolia valparai Platnick, Dupérré, Ott & Kranz-Baltensperger, 2011
- Coxapopha bare Ott & Brescovit, 2004
- Coxapopha carinata Ott & Brescovit, 2004
- Coxapopha yuyapichis Ott & Brescovit, 2004
- Cybaeodamus brescoviti Lise, Ott & Rodrigues, 2010
- Cybaeodamus meridionalis Lise, Ott & Rodrigues, 2010
- Cybaeodamus taim Lise, Ott & Rodrigues, 2010
- Cybaeodamus tocantins Lise, Ott & Rodrigues, 2010
- Envia Ott & Höfer, 2003
- Envia garciai Ott & Höfer, 2003
- Eurymorion mourai Rodrigues & Ott, 2010
- Eurymorion murici Rodrigues & Ott, 2010
- Eurymorion triunfo Rodrigues & Ott, 2010
- Fernandezina saira Buckup & Ott, 2004
- Guaraguaoonops Brescovit, Rheims & Bonaldo, 2012
- Guaraguaoonops hemhem Brescovit, Rheims & Bonaldo, 2012
- Guaraguaoonops humbom Brescovit, Rheims & Bonaldo, 2012
- Neoxyphinus petrogoblin Abrahim & Ott, 2012
- Opopaea ita Ott, 2003
- Opopaea viamao Ott, 2003
- Otiothops lajeado Buckup & Ott, 2004
- Pelicinus churchillae Platnick, Dupérré, Ott, Baehr & Kranz-Baltensperger, 2012
- Pelicinus damieu Platnick, Dupérré, Ott, Baehr & Kranz-Baltensperger, 2012
- Pelicinus deelemanae Platnick, Dupérré, Ott, Baehr & Kranz-Baltensperger, 2012
- Pelicinus duong Platnick, Dupérré, Ott, Baehr & Kranz-Baltensperger, 2012
- Pelicinus johor Platnick, Dupérré, Ott, Baehr & Kranz-Baltensperger, 2012
- Pelicinus khao Platnick, Dupérré, Ott, Baehr & Kranz-Baltensperger, 2012
- Pelicinus koghis Platnick, Dupérré, Ott, Baehr & Kranz-Baltensperger, 2012
- Pelicinus lachivala Platnick, Dupérré, Ott, Baehr & Kranz-Baltensperger, 2012
- Pelicinus madurai Platnick, Dupérré, Ott, Baehr & Kranz-Baltensperger, 2012
- Pelicinus monteithi Platnick, Dupérré, Ott, Baehr & Kranz-Baltensperger, 2012
- Pelicinus penang Platnick, Dupérré, Ott, Baehr & Kranz-Baltensperger, 2012
- Pelicinus raveni Platnick, Dupérré, Ott, Baehr & Kranz-Baltensperger, 2012
- Pelicinus saaristoi Ott & Harvey, 2008
- Pelicinus sayam Platnick, Dupérré, Ott, Baehr & Kranz-Baltensperger, 2012
- Pelicinus schwendingeri Platnick, Dupérré, Ott, Baehr & Kranz-Baltensperger, 2012
- Pelicinus sengleti Platnick, Dupérré, Ott, Baehr & Kranz-Baltensperger, 2012
- Pelicinus tham Platnick, Dupérré, Ott, Baehr & Kranz-Baltensperger, 2012
- Predatoroonops Brescovit, Rheims & Ott, 2012
- Predatoroonops billy Brescovit, Rheims & Ott, 2012
- Predatoroonops blain Brescovit, Rheims & Ott, 2012
- Predatoroonops maceliot Brescovit, Rheims & Ott, 2012
- Predatoroonops poncho Brescovit, Rheims & Ott, 2012
- Predatoroonops schwarzeneggeri Brescovit, Rheims & Ott, 2012
- Predatoroonops valverde Brescovit, Rheims & Ott, 2012
- Xenonemesia araucaria Indicatti, Lucas, Ott & Brescovit, 2008

 Ott est l’abréviation habituelle de Ricardo Ott en zoologie.

Consulter la liste des abréviations d'auteur en zoologie ou la liste des taxons zoologiques assignés à cet auteur par ZooBank